# Squirrel or Die
Squirrel or Die ist ein Kartenspiel von Seppy Yoon, das zuerst 2014 bei dem Spieleverlag Fight in a Box erschienen ist. Es handelt sich um ein Spiel in zwei Phasen, bei dem in der ersten Phase (Herbst) Karten ausgelegt und in der zweiten Phase (Winter) die Auslage aufgedeckt werden muss. Inhaltlich spielen die Mitspieler Eichhörnchen, die im Herbst Vorräte sammeln und verstecken und diese im Winter wiederfinden müssen.

## Spielweise
Bei dem Spiel Squirrel or Die spielen die Spieler in zwei Phasen, die als Herbst und Winter bezeichnet werden. In der ersten Phase legen sie Karten zu einem Feld aus, in der zweiten Phase müssen sie Karten aus der Auslage aufdecken und dabei die darin verborgenen Vorräte finden. Das Spielmaterial besteht neben der auf sechs Karten gedruckten Spielanleitung aus 28 Spielkarten. Von diesen sind 14 Futterkarten, 9 Todeskarten und 9 Sonderkarten mit spezieller Funktion.

### Spielablauf
Zum Beginn des Spiels wird der Kartensatz auf die Anzahl der Mitspieler angepasst, wobei bei zwei Spielern je 6 Futter- und Todeskarten, bei drei Spieler 3 Todeskarten und bei vier Spielern 3 Futterkarten entfernt werden. Die restlichen Karten werden gemischt und jeder Spieler bekommt drei Handkarten. Danach wird eine Startauslage aus drei offenen und einer verdeckten Karte gebildet, die restlichen Karten bilden einen verdeckten Nachziehstapel.
Das Spiel verläuft in zwei Phasen. Die erste Phase, der Herbst, beginnt mit einem Startspieler („person who looks most like a squirrel“) und danach spielen die Spieler im Uhrzeigersinn. Der jeweils aktive Spieler deckt eine Karte vom Nachziehstapel auf und legt diese offen in die Auslage, danach wählt er eine der offen liegenden Karten und nimmt diese auf die Hand. Die Lücke füllt er mit einer Handkarte, die er verdeckt auslegt und beendet damit seinen Zug. Sobald der Nachziehstapel aufgebraucht ist, kommen keine zusätzlichen Karten mehr hinzu und sobald keine offenen Karten mehr ausliegen, legen die Spieler nur noch ihre Karten verdeckt in die Auslage. Auf diese Weise entsteht bei zwei Spielern ein Auslagefeld mit 4 mal 4 Karten, bei drei oder vier Spielern eine Auslage von 5 mal 5 Karten.
Sobald die Auslage vollständig ist, beginnt die zweite Phase bzw. der Winter. In dieser Phase deckt jeder Spieler immer eine Karte auf, wobei er entweder eine Futterkarte, eine Todeskarte oder eine Spezialkarte aufdeckt:
- Deckt er eine Futterkarte auf, passiert nichts und der nächste Spieler ist an der Reihe.
- Deckt er eine Todeskarte auf, verliert der Spieler einen Lebenspunkt („die a little“)
- Deckt er eine Spezialkarte auf, passiert folgendes:
  - The Bomb: Der Spieler verliert zwei Lebenspunkte.
  - Again: Der Spieler muss eine weitere Karte aufdecken.
  - The sleepy squirrel: Der Spieler darf eine Runde aussetzen.
  - Squirrel Love: Der Spieler bekommt einen zusätzlichen Lebenspunkt.
  - Cofused Cat: Der Spieler darf einen Gegner bestimmen, der einen Lebenspunkt verliert.

Sobald ein Spieler drei Lebenspunkte verloren hat, scheidet er aus dem Spiel aus. Gewinner ist der Spieler, der als letzter noch mindestens einen Lebenspunkt hat. Im Fall eines Gleichstands gewinnt der Spieler, der die meisten Futterkarten aufgedeckt hat.

## Varianten
Auf der Website von Fight in a Box stellt der Spieleautor zwei Varianten für das Spiel vor.

### The Birdhouse
Bei der Variante The Birdhouse wird die Karte „Vogelhaus“ anstatt einer normalen Futterkarte in den Kartenstapel genommen und als Sonderkarte behandelt. Der Spielaufbau startet mit 4 offen ausliegenden Karten. Im Herbst müssen die Spieler wieder offen liegende Karten gegen verdeckte aus der eigenen Hand austauschen, sie dürfen sie jedoch an eine beliebige Position der Auslage auslegen. Sobald das Vogelhaus ins Spiel kommt, bleibt dieses offen ausliegen und dient als Landmarke. Der Winter wird ebenso gespielt wie im Basisspiel.

### Reverse or Die
Die Kartenverteilung entspricht dem Basisspiel. In der Auslage werden statt der üblichen vier alle 25 Karten als 5mal5-Auslag offen ausgelegt. Im Herbst nehmen die Spieler nacheinander die offen ausliegenden Karten aus der Mitte und legen sie verdeckt in eine eigene Auslage, dürfen diese jedoch nur waagerecht und senkrecht benachbart ablegen. Im Winter können die Spieler Karten in jeder Spielerauslage aufdecken.

## Ausgaben
Das Kartenspiel Squirrel or Die wurde von Seppy Yoon und 2014 bei dem Spieleverlag Fight in a Box in englischer Sprache veröffentlicht. 2016 erschien eine zweite Auflage des Spiels, zugleich erschien eine Sammler-Ausgabe mit Holzplättchen statt Karten. Weitere Auflagen kamen 2017 und 2018 hinzu.

## Belege
1. 1 2 3 4 5  Offizielle Spielregeln für Tarantel Tango
2. 1 2 3  Squirrel or Die bei Fight in a Box; abgerufen am 5. März 2018.
3. 1 2  Versionen von Squirrel or Die in der Datenbank BoardGameGeek; abgerufen am 5. März 2018.